# Кетлін Рубінс
 Кетлін «Кейт» Галлісі Рубінс  (англ. Kathleen «Kate» Hallisey Rubins; нар. 14 жовтня 1978, Фармінгтон, штат Коннектикут, США) — астронавт НАСА, доктор філософії (Ph.D.) в області мікробіології. Здійснила космічний політ у липні-жовтні 2016 року бортінженером ТПК «Союз МС-01» і екіпажу МКС-48/ 49 основних космічних експедицій. Тривалість польоту склала 115 діб. 2 годину. 22 хв.

## Біографія
Кетлін Рубінс народилася 14 жовтня 1978 року в місті Фармінгтон, штат Коннектикут. Дитячі роки провела у місті Напа, штат Каліфорнія, де живе її батько Джим Рубінс (Jim Rubins). Мати Кетлін — Енн Гейллісі (Ann Hallisey) проживає в Девісі, Каліфорнія.
У 1996 році Кетлін Рубінс закінчила середню школу і продовжила навчання в Каліфорнійському університеті в Сан-Дієго, який закінчила у 1999 році, отримавши ступінь бакалавра наук у галузі молекулярної біології. У 2005 році отримала ступінь доктора філософії (Ph.D.) в галузі мікробіології у Стенфордському університеті на кафедрі біохімії і мікробіології та імунології.
Працювала в Інституті біологічних досліджень над проблемою вивчення вірусу імунодефіциту людини ВІЛ-1.
Після закінчення Стенфордського університету вивчала віспу і вірус Ебола в Центрі з контролю захворювань і Науково-дослідному медичному інституті інфекційних захворювань Армії США (US Army Medical Research Institute of Infectious Diseases).
Працювала провідним дослідником у Вайтгедовському інституті біомедичних досліджень при Массачусетському технологічному інституті (Massachusetts Institute of Technology). Брала участь у проведенні дослідницьких робіт у Конго.

## Космічні польоти

### Підготовка
29 червня 2009 року Рубінс була зарахована до загону астронавтів НАСА у складі 20-го набору як кандидат в астронавти. У кінці вересня 2011 року з'явилася інформація про успішне завершення нею курсу загальнокосмічної підготовки.
16 грудня 2014 року на засіданні Міжвідомчої комісії з відбору космонавтів і їх призначенням у склади екіпажів пілотованих кораблів і станцій було затверджено її призначення бортінженером-2 до складу дублюючого екіпажу ТПК «Союз ТМА-19» (стартував у грудні 2015 року) і тривалих експедицій МКС-46/47, а також основного екіпажу ТПК «Союз МС-01» і тривалих експедицій МКС 48/49.
2-4 лютого 2015 року у складі екіпажу ТПК «Союз МС-01» разом з Анатолієм Іванишиним і Такуя Онісі пройшла дводобовий тренування щодо дій у разі аварійної посадки в лісисто-болотистій місцевості взимку. Протягом 48 годин екіпаж відпрацьовував операції, необхідні при виживанні в разі нештатної посадки спускного апарата.

### Перший політ
Спочатку планувалося, що корабель «Союз МС-01» буде запущений 21 червня 2016 року, однак з метою додаткового тестування обладнання старт відклали, спочатку на 24 червня, а потім на 7 липня.
Кетлін Рубінс стартувала 7 липня 2016 року о 04:26 (мск) в якості бортінженера екіпажу космічного корабля «Союз МС-01» і екіпажу Міжнародної космічної станції за програмою МКС-48/49 основних космічних експедицій.
30 жовтня 2016 року о 03:35 мск корабель «Союз МС» відстикувався від Міжнародної космічної станції. О 6:59 мск здійснена посадка екіпажу корабля у 149 км на південний схід від міста Жезказган в Казахстані. Тривалість перебування в космічному польоті екіпажу експедиції МКС-48/49 склала 115 діб.

## Родина
Кейт одружена з Майклом Маньяні.

## Захоплення
Рубінс захоплюється підводним плаванням з аквалангом і тріатлоном. Під час навчання у Стенфордському університеті входила в університетську команду з триатлону. Радіоаматор з позивним KG5FYJ.